# Protestantyzm we Francji
     kontrola hugenockiej arystokracji
     tereny sporne
     kontrola katolickiej arystokracji
     luteranie w Alzacji (wtedy w Świętym Cesarstwie Rzymskim)

Protestantyzm we Francji w epoce wojen religijnych 1562-1598 (granice z 1685 roku)
kontrola hugenockiej arystokracji
tereny sporne
kontrola katolickiej arystokracji
luteranie w Alzacji (wtedy w Świętym Cesarstwie Rzymskim)

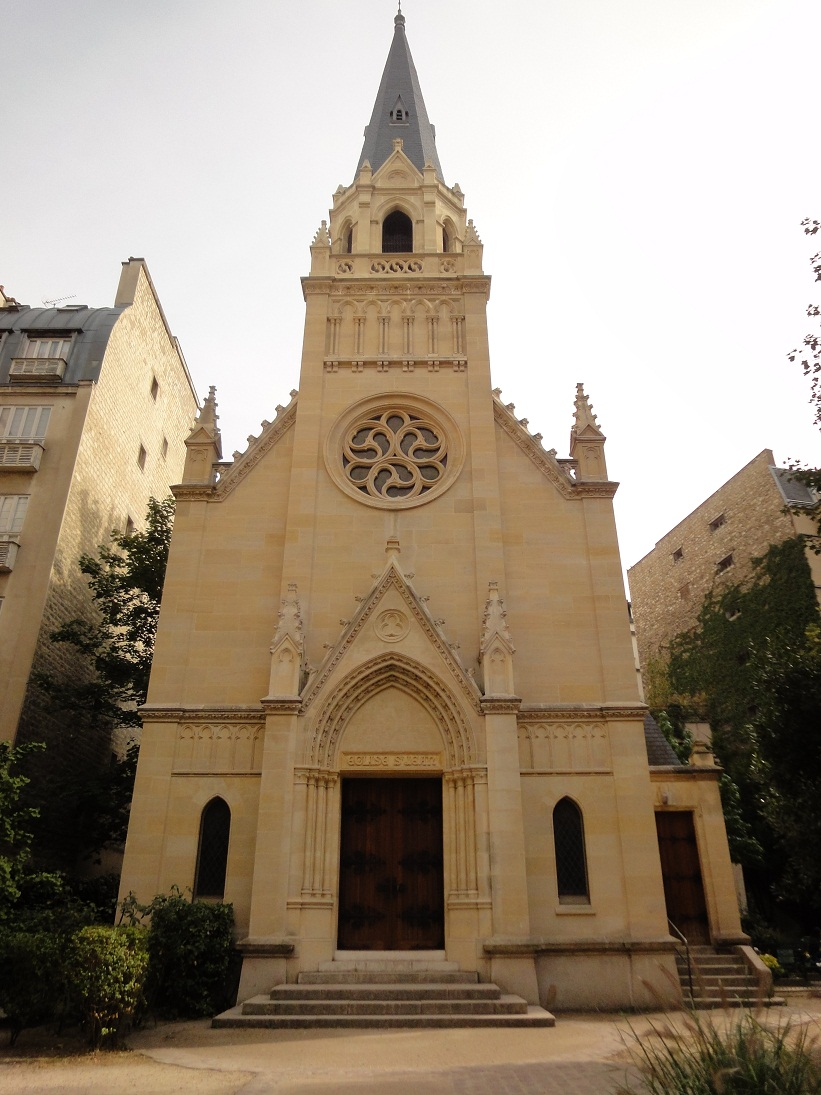
Reformowany Kościół Św. Jana w Paryżu.

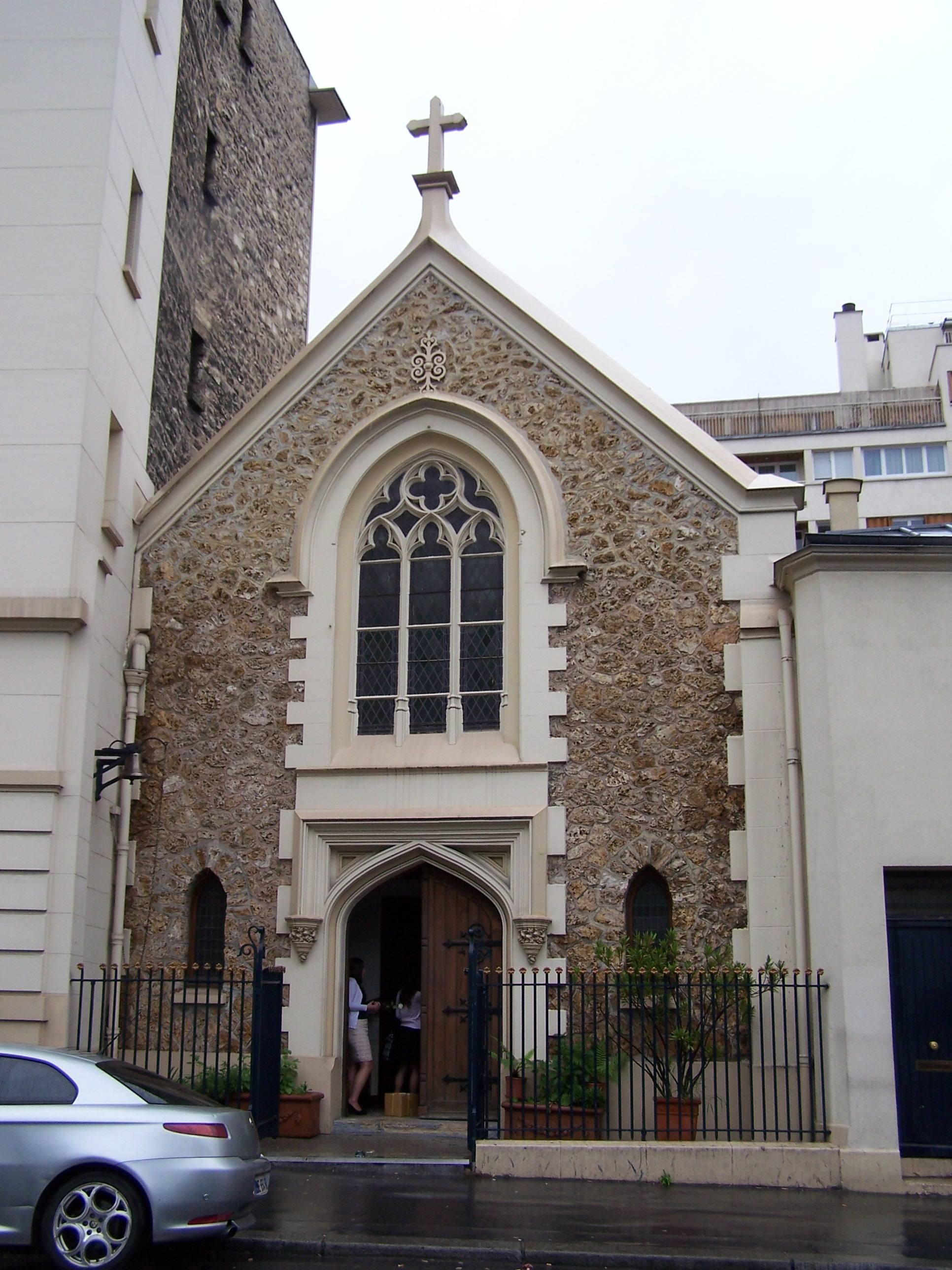
Luterański Kościół Trójcy w Paryżu.

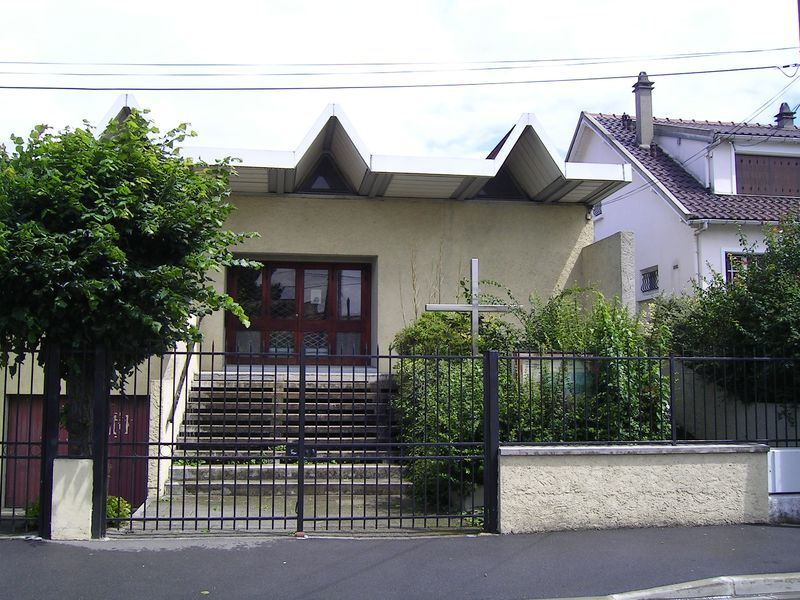
Kościółek Reformowany.

Protestantyzm we Francji – bierze swoje początki w czasach reformacji, a obecnie jest co do wielkości trzecim ruchem religijnym we Francji, po katolicyzmie i islamie, przed prawosławiem i judaizmem. 
Pomimo niemożności rozprzestrzeniania się nowej doktryny z użyciem języka ludowego jak w przypadku Niemiec, kalwinizm znalazł zwolenników głównie w arystokratycznej i kupieckiej warstwie społeczeństwa, co miało znaczący wpływ na historię tego państwa od francuskich wojen religijnych, poprzez rozwój absolutyzmu, aż po ogromną falę emigracji po zakazaniu tego wyznania we Francji na koniec 1685 roku.
Protestanci stanowią około 3% ludności Francji, to jest ok. 2 miliona wyznawców. Można wyodrębnić trzy grupy francuskich protestantów: kościoły luterańskie, reformowane i ewangelikalne (m.in. zielonoświątkowcy, baptyści i mennonici).
W 2013 roku w wyniku unii dwóch Kościołów powstał Zjednoczony Kościół Protestancki Francji.

## Historia
Głównym prekursorem protestantyzmu we Francji był Jacques Lefèvre d’Étaples (1450-1536), francuski teolog i humanista i tłumacz Biblii. Po początkowym sukcesie luteranizmu, który współistniał pokojowo z katolicyzmem przez trzydzieści lat, mimo ekskomuniki Lutra w 1521 roku, druga fala protestantyzmu rozprzestrzeniła się we Francji pod wpływem nauk Jana Kalwina. W maju 1559 roku odbyło się pierwsze zgromadzenie narodowe (lub synod) Kościoła Reformowanego Francji.
1 marca 1562 w miejscowości Wassy, miał miejsce mord na protestantach dokonany przez księcia de Guise, który dał początek wojnie religijnej. Wkrótce potem 23–24 sierpnia 1572 w Noc św. Bartłomieja miał miejsce następny mord na hugenotach w Paryżu, podjęto decyzję o eliminacji głównych przywódców hugenotów. Henryk IV Burbon 30 kwietnia 1598, podpisał edykt nantejski, który uznaje wolność wyznania dla protestantów. Upowszechnienie tego edyktu kładzie kres wojnom religijnym, które spustoszyły Francję w XVI wieku i jest zakończeniem wojny domowej.
18 października 1685, Ludwik XIV podpisał edykt z Fontainebleau cofający edykt z Nantes. Protestantyzm stał się zakazany w królestwie Francji. Po czym następuje okres prześladowań protestantów który doprowadził niektórych do emigracji. 7 listopada 1787, Ludwik XVI ustanawia edykt tolerancji prawnej dla protestantów. 26 sierpnia 1789, przyjęcie Deklaracji Praw Człowieka i Obywatela upowszechnia wolność religijną. W dniu 8 kwietnia 1802, Napoleon Bonaparte, w końcu oficjalnie przywrócił prawo dla kultu protestanckiego.
W dniu 25 października 1905 roku została utworzona Francuska Federacja Protestancka, jako unia Kościołów protestanckich, którą reprezentuje obecnie 23 Kościoły i związki wyznaniowe.

## Statystyka
Ważniejsze denominacje protestanckie we Francji:
| Kościoły                                                                 | Liczba wiernych | Procent ludności |
| ------------------------------------------------------------------------ | --------------- | ---------------- |
| Zjednoczony Kościół Protestancki Francji                                 | 400 tys.        | 0,6%             |
| Unia Kościołów Protestanckich Alzacji i Lotaryngii (UEPAL)               | 250 tys.        | 0,37%            |
| Cygańska Misja Ewangeliczna „Życie i Światło”                            | ok. 140 tys.    | ok. 0,2%         |
| Zbory Boże we Francji                                                    | 100–120 tys.    | 0,15–0,2%        |
| Kościół Ewangelicko-Luterański                                           | 40 tys.         | 0,06%            |
| Bracia plymuccy (CAEF)                                                   | 24,5 tys.       | 0,04%            |
| Wspólnota Frankofońskich Kościołów Afrykańskich (CEAF)                   | ok. 20 tys.     | 0,03%            |
| Federacja Ewangelicznych Kościołów Baptystycznych we Francji (FEEBF)     | ok. 20 tys.     | 0,03%            |
| Kościół Adwentystów Dnia Siódmego                                        | 15 169          | 0,02%            |
| Niezależny Kościół Reformowany                                           | 13 tys.         | 0,02%            |
| Malgaski Kościół Protestancki we Francji (FPMA)                          | 10 tys.         | 0,02%            |
| Niezależne Kościoły Baptystów (CEBI)                                     | ok. 10 tys.     | 0,02%            |
| Federacja Kościołów Pełnej Ewangelii Frankofonii (FEPEF)                 | ok. 8 tys.      | 0,01%            |
| Paris Centre Chrétien                                                    | kilka tysięcy   | bd               |
| Unia Wolnych Kościołów Ewangelicznych we Francji (UEEL)                  | ok. 5 tys.      | 0,007%           |
| Ewangeliczne Stowarzyszenie Francuskojęzycznych Kościołów Baptystycznych | ok. 4,5 tys.    | 0,006%           |
| UNEPREF (ewangelicko–reformowany)                                        | 3,7 tys.        | 0,005%           |
| Kościół Zielonoświątkowy Francji                                         | 2895            | 0,004%           |
| Włoskie Kościoły Chrześcijańskie Północnej Europy                        | 2,5 tys.        | 0,003%           |
| Kościół Apostolski                                                       | 2,2–2,5 tys.    | 0,003%           |
| Kościół Poczwórnej Ewangelii                                             | 2162            | 0,003%           |
| Stowarzyszenie Ewangelicznych Kościołów Menonickich we Francji           | 2,1 tys.        | 0,002%           |
| Kościół Zielonoświątkowy Elim                                            | ok. 2 tys.      | 0,002%           |
| Chrześcijański i Misyjny Sojusz                                          | 1606            | 0,002%           |
| Kościół Boży                                                             | 1,4 tys.        | 0,002%           |
| Zjednoczony Kościół Metodystyczny                                        | 1,2 tys.        | 0,002%           |
| Federacja Kościołów Koreańskich we Francji (FECF)                        | 1,1 tys.        | 0,002%           |
| Federacja Ormiańskich Kościołów Ewangelickich (UEEAF)                    | (13 kościołów)  | bd               |

Według Narodowej Rady Ewangelicznej Francji liczba ewangelikalnych protestantów wzrosła z 50 tys. w 1950 roku, do prawie 650 tysięcy w roku 2018. Tym samym stanowią około jednej trzeciej francuskich protestantów i szybko rosną. Według sondażu IFOP z 2012 roku 48% ewangelikalnych to konwertyci, z których większość była katolikami lub bez przynależności religijnej. Wśród nawróconych na ewangelikalizm są też muzułmanie.